# Peder Lindeskyld
Peder Svensson Lindeskyld, tidigare Svensson, född 1616, död 25 mars 1675, var en svensk militär.

## Biografi
Peder Lindeskyld föddes 1616. Han var löjtnant vid Östgöta infanteriregemente och adlades 30 maj 1651 till Lindeskyld, för att han hade tjänat länge och tappert i ryska, danska och tyska kriget. Lindeskyld blev senare kapten vid Östgöta infanteriregemente. Han avled 1675 och begravdes i Malexanders kyrka, där hans vapen sattes upp.

### Egendom
Lindeskyld ägde Snararp och Bollnäs i Malexanders socken.

### Familj
Lindeskyld gifte sig 1650 med Elsa Armsköld (1686), som var dotter till ryttmästaren Göran Armsköld vid Östgöta kavalleriregemente och Margareta Månsdotter (Stjärnbjälke). De fick tillsammans barnen Elisabet Lindeskyld (död 1728) som var gift med löjtnanten Carl Stråle af Sjöared och Sven Lindeskyld (1648–1664).